# Internationales Film Festival Innsbruck

IFFI-Logo seit 2019

Das Internationale Film Festival Innsbruck (IFFI) findet seit 1992 jährlich in Innsbruck, Tirol statt. Das sechstägige Festival ist eine Veranstaltung des Otto Preminger Instituts – Verein für audiovisuelle Mediengestaltung und findet in den Kinos Leokino & Cinematograph statt.

## Geschichte
Das IFFI – Internationales Film Festival Innsbruck wurde 1992 im Zuge der „500-Jahres-Feier der Entdeckung Amerikas“ als „Amerika-Film-Festival“, wobei darunter vor allem der südamerikanische Teil des Doppelkontinents gemeint war. Daraus entwickelte sich die „CineVision“ (1996–1998), die sich dem Kino der Länder des Südens öffnete. Mit Erweiterung des Programmkinos „Cinematograph“ in der Museumstraße um das restaurierte und vielfach größere Leo-Kino standen nun ab 1999 drei Säle zur Verfügung und erweiterten die früheren Mini-Festivals zum Internationalen Filmfestival.
Traditionelle Schwerpunkte des Festivals sind Filme aus und über Afrika, Asien, Lateinamerika und Osteuropa. Als Auszeichnungen werden der Filmpreis des Landes Tirol, der Preis der Landeshauptstadt Innsbruck, der Preis der Universität Innsbruck und der Südwind-Filmpreis sowie ein Publikumspreis vergeben. Präsident des Festivals ist Hans Kohl, Gründer und Festivaldirektor Helmut Groschup.
Seit Oktober 2019 leitet Anna Ladinig das Festival. Das Präsidium besteht aus Franz Frei und Ute Mader.

## Filmpreise

### Filmpreis des Landes Tirol
Im Jahr 1999 wurde der Filmpreis des Landes Tirol erstmals vergeben und ist mit 5.500,- Euro dotiert.
| Jahr | Film                        | Regisseur                        | Produktionsland                                 | Produktionsjahr |
| ---- | --------------------------- | -------------------------------- | ----------------------------------------------- | --------------- |
| 2000 | Silmandé-Tourbillon         | Pierre Yaméogo                   | Burkina Faso                                    | 1998            |
| 2001 | Toca Para Mi                | Rodrigo Fürth                    | Argentinien                                     | 2000            |
| 2002 | Fellini                     | Nazim Abbasov                    | Usbekistan                                      | 2000            |
| 2003 | Araïs al-Teïn               | Nouri Bouzid                     | Tunesien/Frankreich/Marokko                     | 2002            |
| 2004 | Días de Santiago            | Josué Méndez                     | Peru                                            | 2004            |
| 2005 | Parapalos                   | Ana Poliak                       | Argentinien                                     | 2004            |
| 2006 | Mang Zhong                  | Zhang Lu                         | China/Südkorea                                  | 2005            |
| 2007 | Juju Factory                | Balufu Bakupa-Kanyinda           | Demokratische Republik Kongo                    | 2006            |
| 2008 | Un Matin Bonne Heure        | Gahité Fofana                    | Guinea/Frankreich                               | 2006            |
| 2009 | Teza                        | Haile Gerima                     | Äthiopien/Deutschland/Frankreich                | 2008            |
| 2010 | True Noon                   | Nosir Saidov                     | Tadschikistan                                   | 2009            |
| 2011 | Le Poids du Serment         | Kollo Daniel Sanou               | Burkina Faso                                    | 2009            |
| 2012 | Archeo                      | Jan Cvitkovic                    | Slowenien                                       | 2011            |
| 2013 | Nairobi Half Life           | David Gitonga                    | Kenya                                           | 2012            |
| 2014 | The First Rains of Spring   | Yerlan Nurmukhambetov            | Kasachstan                                      | 2011            |
| 2015 | Muallim – The Teacher       | Nosir Saidov                     | Tadschikistan                                   | 2014            |
| 2016 | Ephraim und das Lamm (Lamb) | Yared Zeleke                     | Äthiopien/Frankreich/Deutschland/Norwegen/Katar | 2015            |
| 2017 | The Unseen                  | Perivi Katjavivi                 | Namibia                                         | 2016            |
| 2018 | Cocote                      | Nelson Carlo De Los Santos Arias | Dominikanische Republik/Argentinien/D/Qatar     | 2017            |
| 2019 | Flesh Out                   | Michela Occhipinti               | Italien                                         | 2018            |
| 2020 | Ar Condicionado             | Fradique                         | Angola                                          | 2020            |
| 2021 | La Última Primavera         | Isabel Lamberti                  | Niederlande, Spanien                            | 2020            |
| 2022 | Medusa                      | Anita Rocha da Silveira          | Brasilien                                       | 2021            |
| 2023 | La Maternal                 | Pilar Palomero                   | Spanien                                         | 2022            |
| 2024 | 78 Days                     | Emilija Gašić                    | Serbien                                         | 2024            |

### Dokumentarfilmpreis der Stadt Innsbruck
Der mit 3.000,- Euro dotierte Dokumentarfilmpreis wird seit 2005 verliehen. Zunächst wurde er unter dem Namen Christian-Berger-Preis vergeben, weil er vom Kameramann Christian Berger initiiert wurde. 2007 benannte man ihn in ray-Filmmagazin-Dokumentarfilmpreis um. 2008 gab es einen Anerkennungspreis des IFFI. Ab 2009 hieß er Dokumentarfilmpreis des Innsbrucker Sommers, nunmehr Dokumentarfilmpreis der Stadt Innsbruck.
| Jahr | Film                                     | Regisseur                      | Produktionsland                           |           |
| ---- | ---------------------------------------- | ------------------------------ | ----------------------------------------- | --------- |
| 2005 | Ask me, I’m positive                     | Teboho Edkins                  | Südafrika                                 | 2004      |
| 2006 | True Love Zwischen den Welten (Kurzfilm) | Teboho Edkins, Yusuf Yeşilöz   | Frankreich/Lesotho/Schweiz                | 2005/2006 |
| 2007 | Am Rand der Städte                       | Aysun Bademsoy                 | Deutschland                               | 2006      |
| 2008 | City Walls – My own private Teheran      | Afsar Sonia Shafie             | Schweiz/Iran                              | 2006      |
| 2009 | Au loin des villages                     | Olivier Zuchuats               | Tschad/Frankreich                         | 2009      |
| 2010 | Die fünf Himmelsrichtungen               | Fridolin Schönwiese            | Mexiko/Österreich                         | 2009      |
| 2011 | Sira – Wenn der Halbmond spricht         | Sandra Gysi/Ahmed Abdel Mohsen | Schweiz/Ägypten                           | 2011      |
| 2012 | Lieux Saints                             | Jean-Marie Teno                | Kamerun/Frankreich                        | 2009      |
| 2013 | Süßes Gift – Hilfe als Geschäft          | Peter Heller                   | Deutschland                               | 2011      |
| 2014 | Gangster of Love                         | Nebojša Slijepčević            | Kroatien/Deutschland/Rumänien             | 2013      |
| 2015 | La Sirène de Faso Fani                   | Michel K. Zongo                | Frankreich/Burkina Faso/Katar/Deutschland | 2015      |
| 2016 | Lampedusa                                | Peter Schreiner                | Österreich                                | 2015      |
| 2017 | Mirr                                     | Mehdi Sahebi                   | Kambodscha/Schweiz                        | 2016      |
| 2018 | A Story of Sahel Sounds                  | Markus Milcke                  | Deutschland                               | 2016      |
| 2019 | Laila at the Bridge                      | Elizabeth & Gulistan Mirzaei   | Kanada,/Afghanistan                       | 2018      |
| 2020 | Chão                                     | Camila Freitas                 | Brasilien                                 | 2019      |
| 2021 | Little Palestine: Diary of a Siege       | Abdallah Al-Khatib             | Libanon/Frankreich/Katar                  | 2021      |
| 2022 | Children of the Mist                     | Diem Ha Le                     | Vietnam                                   | 2021      |
| 2023 | Anhell69                                 | Theo Montoya                   | Kolumbien/Frankreich/Deutschland/Rumänien | 2022      |
| 2024 | My Stolen Planet                         | Farahnaz Sharifi               | Deutschland/Iran                          | 2024      |

### Südwind-Filmpreis
Die IFFI-Jugendjury vergibt seit 2001 im Rahmen des Festivals den Südwind-Filmpreis.
Der mit 1.000,- Euro dotierte Jugendjury-Preis, gestiftet und finanziert durch Südwind, einer österreichischen NGO, wird zusätzlich durch Spenden finanziert.
| Jahr | Film                      | Regisseur                         | Produktionsland                                       |      |
| ---- | ------------------------- | --------------------------------- | ----------------------------------------------------- | ---- |
| 2009 | Másik Bolgyò              | Ferenc Moldoványi                 | Ungarn                                                | 2008 |
| 2010 | Ehky Ya Schahrazad        | Yousry Nasrallah                  | Ägypten                                               | 2009 |
| 2011 | Un Homme qui crie         | Mahamet-Saleh Haroun              | Tschad/Frankreich/Belgien                             | 2010 |
| 2012 | Monsieur Lazhar           | Philippe Falardeau                | Kanada                                                | 2011 |
| 2013 | Das Mädchen Wadjda        | Haifaa Al Mansour                 | Saudi-Arabien/Deutschland                             | 2012 |
| 2014 | The First Rains of Spring | Yerlan Nurmukhambetov/Shinju Sano | Kasachstan/Japan                                      | 2011 |
| 2015 | Des Étoiles               | Dyane Gaye                        | Frankreich/Senegal                                    | 2013 |
| 2016 | Ixcanul Volcano           | Jayro Bustanmente                 | Guatemala/Frankreich                                  | 2015 |
| 2017 | Wolf and Sheep            | Shahrbanoo Sadat                  | Afghanistan/Dänemark                                  | 2016 |
| 2018 | Wallay                    | Berni Goldblat                    | Burkina Faso/Frankreich/Katar                         | 2017 |
| 2019 | Supa Modo                 | Likarion Wainaina                 | Deutschland/Kenia                                     | 2018 |
| 2020 | Parwareshgah              | Shahrbanoo Sadat                  | Dänemark/Luxemburg/Frankreich/Deutschland/Afghanistan | 2019 |
| 2021 | Lunana                    | Pawo Choyning Dorji               | Bhutan                                                | 2019 |
| 2022 | Nachbarn                  | Mano Khalil                       | Schweiz/Frankreich                                    | 2021 |
| 2023 | Lobo e cão                | Cláudia Varejão                   | Portugal                                              | 2022 |
| 2024 | Baawgai Bolochson         | Pürewdaschiin Dsoldschargal       | Mongolei/Frankreich/Schweiz/Katar                     | 2023 |

### Publikumspreis
Der Publikumspreis ist mit 2.000 Euro dotiert.
| Jahr | Film                                          | Regisseur                     | Produktionsland                 |      |
| ---- | --------------------------------------------- | ----------------------------- | ------------------------------- | ---- |
| 1999 | MASUMIYET                                     | Zeki Demirkubuz               | Türkei                          | 1997 |
| 2000 | Express, Express                              | Igor Šterk                    | Slowenien                       | 1997 |
| 2001 | Toca Para Mi                                  | Rodrigo Fürth                 | Argentinien                     | 2000 |
| 2002 | Sia – Le reve du python                       | Dani Kouyaté                  | Burkina Faso                    | 2001 |
| 2003 | Araïs al-Teïn                                 | Nouri Bouzid                  | Tunesien/Frankreich/Marokko     | 2002 |
| 2004 | Madame Brouette                               | Moussa Sene Absa              | Kanada/Senegal/Frankreich       | 2002 |
| 2005 | Ouaga Saga                                    | Dani Kouyaté                  | Frankreich/Burkina Faso         | 2004 |
| 2007 | Cum mi-am petrecut sfarsitul lumii            | Catalin Mitulescu             | Rumänien                        | 2006 |
| 2009 | Qué tan lejos                                 | Tania Hermida                 | Equador                         | 2006 |
| 2010 | La mosca en la ceniza                         | Gabriela David                | Argentinien                     | 2009 |
| 2011 | Letters from the dessert – Eulogy to slowness | Michaela Occhipinti           | Schweiz/Italien                 | 2011 |
| 2012 | Letters from the dessert – Eulogy to slowness | Michaela Occhipinti           | Schweiz/Italien                 | 2011 |
| 2013 | Nairobi Half Life                             | David Gitonga                 | Kenia                           | 2012 |
| 2014 | Soleils                                       | Dani Kouyae, Olivier Delahaye | Frankreich/Burkina Faso         | 2012 |
| 2015 | Horizon Beautiful                             | Stefan Jäger                  | Äthiopien/Schweiz               | 2013 |
| 2016 | Walnut Tree                                   | Yerlan Nurmukhambetov         | Kasachstan                      | 2015 |
| 2017 | Arreo                                         | Nestor Tato Moreno            | Argentinien                     | 2016 |
| 2018 | A Story of Sahel Sounds                       | Markus Milcke                 | Deutschland                     | 2016 |
| 2019 | Pop Aye                                       | Kirsten Tan                   | Thailand/Singapur               | 2017 |
| 2020 | Kein Publikumswettbewerb                      | Covidbedingt                  | Onlinefestival                  |      |
| 2021 | ESQUÌ                                         | Manque La Banca               | Argentinien, Brasilien          | 2021 |
| 2022 | Costa Brava, Lebanon                          | Mounia Akl                    | USA/LBN/FRA/QAT/ESP/SWE/DNK/NOR | 2021 |
| 2023 | Luxembourg, Luxembourg                        | Antonio Lukitsch              | Ukraine                         | 2022 |
| 2024 | Das leere Grab                                | Agnes Lisa Wegner, Cece Mlay  | Deutschland/Tansania            | 2024 |